# 土家族

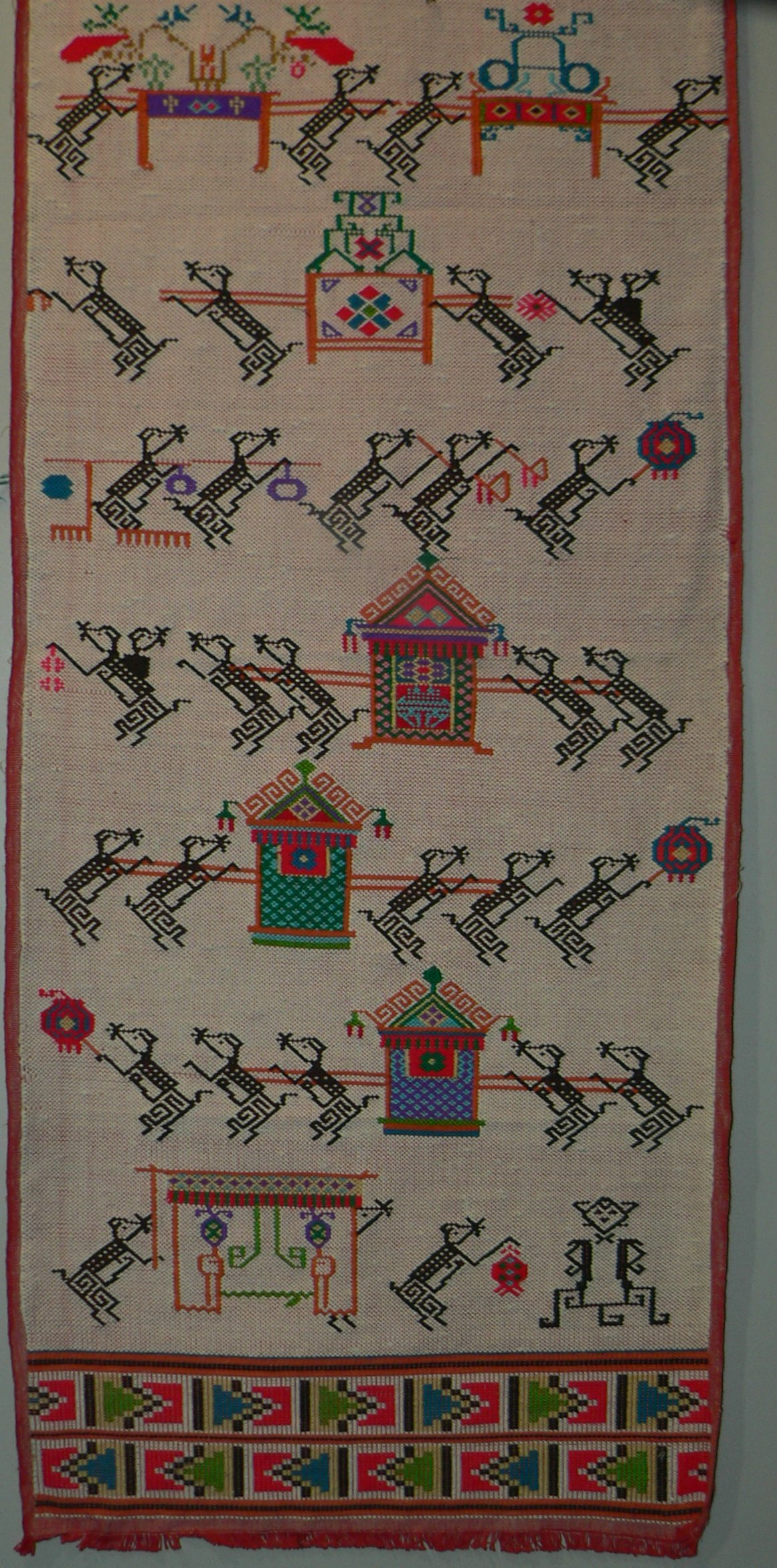
西兰卡普-土家族的织锦，题材为老鼠嫁亲

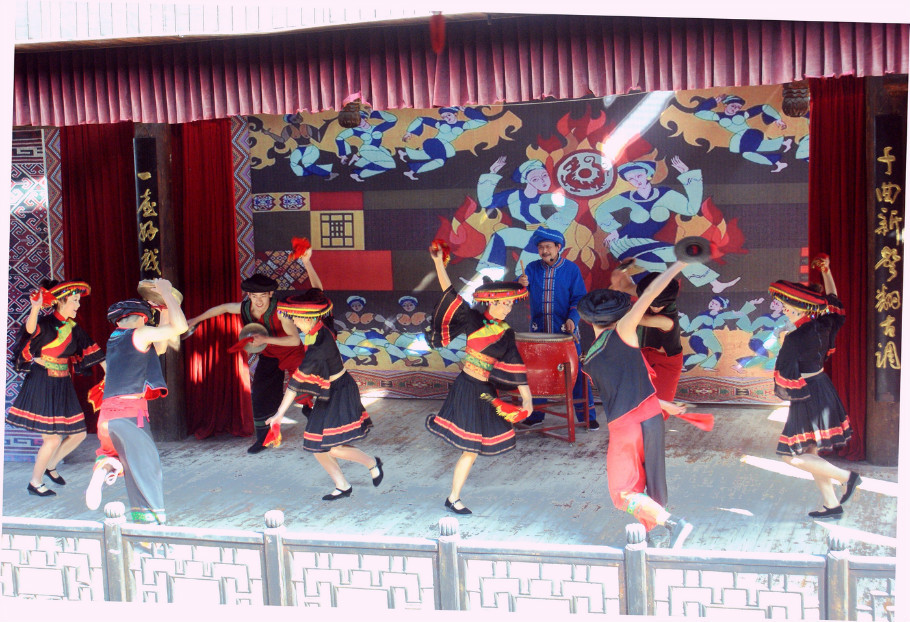
土家族歌舞表演

土家族是拥有着一千多年历史的一支古老民族，主要居住在中國云贵高原东端余脉的鄂、湘、渝、黔毗连的武陵山区方圆10万余平方公里内，共有9,587,732人（2020年）。在中國人口数仅次于汉族、壮族、回族、满族、维吾尔族、苗族、彝族列第八大民族，也是中國湖南、湖北与重庆三省市仅次于汉族的第二大民族，贵州省第五大民族。土家族本民族语言为两种土家语（畢基語和姆兹語），属汉藏语系藏缅语族，语支未定，现时大部分人口仅使用当地汉语西南官话，但土家族聚居地区使用的西南官话与汉民族地区的西南官话在语音、词汇、语法上均有很大差别，语法上传统为SOV语序，并存在人称代词变格、格助词、动词后缀等综合语素（然而由于汉语教育的不断深入，语法正在不断向汉语普通话靠拢）。词汇上，除了新近传入词汇，几乎不含临近汉民族巴蜀文化区或两湖文化区的方言词汇，而保留了相当一部分当地少数民族语言词汇。
中华人民共和国建立后，通过民族识别，土家族被确定为单一民族，并且在1957年成立了湖南省湘西土家族苗族自治州。在第二輪民族識別之後，於1983年又成立了湖北省恩施土家族苗族自治州，其后还成立了酉阳土家族苗族自治县、黔江土家族苗族自治县（后改为黔江区）、秀山土家族苗族自治县、石柱土家族自治县、长阳土家族自治县、五峰土家族自治縣、印江土家族苗族自治县、沿河土家族自治縣、彭水苗族土家族自治县等民族自治县。
土家族人生活的地区自然风光秀丽，武陵源、土司遗址是世界遗产，张家界是中国第一个国家森林公园。

## 现时支系

### 北支
北支土家族，占土家族人口的绝大部分，分布于湖南省湘西州龙山、保靖、永顺、古丈等县、张家界市、常德市石门县；湖北省恩施州、宜昌市的五峰、长阳；重庆市渝东南各自治县、区；以及貴州省部分地區。自称“毕兹卡”、“毕基卡”、“密基卡”、“贝锦卡”、“齐里”等。

### 南支
南支土家族，主要分布于泸溪县境内。為湘西州南部苗族聚居區域内的語言島。受周围苗语、汉语的影响强烈，与北部方言相差很大，无法互通。据2008年调查，南部土家语有泸溪县潭溪镇婆罗寨和且己村约440人使用。
潭溪镇的南部土家族社区有與北部土家族同樣的“过赶年”习俗，但传统上不跳摆手舞。农历五月的“五龙”、“六龙”为南部土家族最重要的传统节日。

### 廪嘎
在湖南凤凰县当地自称“廪嘎”的人被识别为土家族。传说中廪嘎人有七大姓人，分别是杨、田、苏、罗、吴、林、谭。当地有白帝天王信仰，在丧葬仪式中拥有独特的打廪仪式，所唱的音乐称作《天王菩萨廪歌》。
廪嘎人通用汉语，除了认为自己是巴人廪君的后裔以外，他们既不认同“毕基卡”，也不认同“姆兹”。可能是由于汉化程度深，造成的认同错乱。他们与当地汉族在语言文化风俗上没有显著区别，而与一般而言的土家族族群“毕基卡”、“姆兹”之间缺乏共通性。当地操湘西苗语西部次方言的苗族“qo˧˥ ɕoŋ˧˥”将廪嘎人、汉族人以及侗族等等都称为“qo˥˦ ʈa˧”，汉字西南官话记音为“仡扎”，意为“外族人”。但汉族还是有一个独称是“qo˧˥ qʰa˥˦或“qo˧˥ qʰe˥˦”，汉字西南官话记音为“仡客”，表示汉族人是“客家”。而操湘西苗语东部次方言的苗族“te˥˧ suɑŋ˥˧”、“san˥˩ ku˧˥”称土家族“毕基卡”为“len˧˥ ka˥ ku˧˥”。

### 贵州土家族
陈国安认为现代贵州土家族的祖源主要为明清地方志所记载印江朗溪等地的“南客”及水德江、沿河、务川等地的“土人(土蛮)”。由于贵州省北部的族群，包括土人、南客、犵狫、冉家蛮、木狫等，除苗族外均已丢失本民族语言，因此民族识别并非易事，但根据平苗史籍以及地方志所记载，贵州省北部（包括与贵州省毗邻的重庆市小部分區域）民族十分繁多，土家族在此地区并没有如同湘西北、鄂西以及渝东南地区的主体民族地位。但现时这些汉化族群的民族划分十分混乱，基本上基于80年代民族成分恢复时期各县政策决定而被人为划分为土家族、苗族、侗族、仡佬族，从而使得同一家族的人在不同县被识别成了不同的民族的现象时有发生。也使得傳統上土家族人口不多的贵州省的現時土家族登記人口超過土家族聚居的重庆市成爲土家族人口第三大省份。

## 族源
土家族自称“畢兹”、“畢基”等，語義不詳。實際含義可能与藏族自称བོད་ bod、普米族自称 phrin/phron等有关，原意可能为“白人”，也与土家族、藏族、羌族、普米族等族群尚白的传统相符。譯爲「本地人」是一種引申譯法。
武陵地区的土家族最早于1000多年以前的唐代后期开始出现在武陵山区的历史中，或与当地其他少数民族一起被侮称为“武陵蛮”、“五溪蛮”；或以“土”字作稱，被称作土民、土人等；亦或土、蠻混稱或交替使用。後來“土”就成了“蠻”的別稱。宋代以后被称为“土丁”、“土民”、“土兵”等。清雍正改土归流后，由於漢人的遷入，“土”逐漸轉化成了武陵地区对于土家族的專用名稱，以用於“土”與“漢”以及“土”與其他民族的對稱和識別。

### 巴人说
南北朝以前，武陵地区族群主要为百濮、巴人以及苗人；而到了五代十国年间，此地区族群结构变成了土人、苗人以及少量的百濮部族。因此早期以潘光旦教授为主的一批学者推断土家族是古代巴人后裔。然而在上世纪复杂的政治环境下，本该经过大量推敲论证的学说，为了尽快达成土家族的单一民族识别的目的，而被草草申報推廣開來。现时这一推论被大部分媒体、教材所引用，如重庆市轨道交通二号线的壁画图文上就有着“重庆市最早的居民為巴国巴人，在巴国灭国之后迁移到渝东南武陵山区一代，形成了土家族。”的描述。然而南北朝与唐末间隔了数百年，其间武陵地区因为与汉族王朝之间缺乏交流，从而缺乏史料记载。并没有任何史料证明土家族与巴人间的继承关系；反倒是语言、人名地名、风俗习惯等来看，土家族直接传承自巴人的可能性很小，而应当是土家族融合同化了武陵地区的巴人。于是又有部分支持巴人说的学者提出，土家族来源于巴国，但不是巴国主体民族巴族的后裔，但这一推论基于作者本身的构想因素比巴人说更甚，而缺乏任何有力的证据，因此甚至未能引起语言、历史、民族学界的讨论、关注。。

### 烏蠻东侵说
巴人說之外，占據主流的學説則認爲武陵地区的土家族與唐朝中後期南詔國的軍事擴張移民有關。相比巴人说的几乎都是建立在潘光旦教授的「巴子」音轉「畢茲」等主觀性過強的推論上来看，這一学说的客观史料證據十分丰富，可靠性最高。

鑄於公元940年溪州土家族與楚國間的結盟界碑溪州銅柱上关于土家族族源有着明确记载：「蓋聞牂柯接境，盤瓠遺風，因六子而分居，入五溪而聚族。」牂柯舊治在今貴州貴陽，歷代郡治都在貴州中西部一帶。同時貴州中西部地區的地方志自唐宋以来一直有對「必際族」的記載，如元代的《招補總錄》的“八番順元諸蠻”篇云：「大德二年四月……又與叛猫犵狫、必際等蠻……黃平府亦上言，桑柘近之重奥、必際、都陣、犵狫、必梅等二十二寨，刻契来降」，可見元代時貴陽到黃平一帶都有必際人的分佈。甚至貴州西部城市畢節的名稱卽來自必際人，見民國大定縣志卷五：「必躋係白羅羅之名，因號其地爲必躋，久之譌爲畢節」。必躋、必際與北部土家語使用者的自稱「畢基」完全同音。

而必際人的來源，據歷史記載，中唐以後越嶲一帶（今甘孜藏族自治州东、南部，凉山彝族自治州中、西部，楚雄彝族自治州西部、丽江市、迪庆藏族自治州东部一带區域）的烏蠻（实际应该是多个不同民族的部落联盟）曾入侵貴州，《安順府志》引彝文史書云：「已而入晉樂，卽今貴陽也。」《新唐書·南蠻傳》說這支烏蠻「兵數出，侵地數千里」，必際族可能便是其中的一支羌語支部族（现时彝语支民族普遍尚黑，而羌语支民族则多数尚白。白羅羅之名亦可能由此而来）。其中，貴州中西部地區的必際人爲《大定府志》等史籍所記載，而遷入武陵山区的則被溪州銅柱所記載。现时贵州省中西部的必際人在长期与当地其他乌蛮部族以及临近的云南烏蠻部落交融下成为了彝族的一支，而武陵山区的必際人由于溪州戰爭之後，丟失了貴州境内全部領土，以及壯侗語民族的擴張導致与西方的彝区相隔绝，从而保留了必際人原本的语言、文化。在之后漫长的近千年的土司王国林立时期逐渐融合、同化了武陵山区当地原本的百濮、巴人等族群，最终形成了土家族。

现有的人类学研究成果也支持这一结论——大量的基因调查均显示土家族为由藏缅人主导的西、北方民族集团融合同化了大量武陵地区原住民族形成的民族。而与现今武陵地区另一只主要民族苗族在父系、母系、常染色体、血型分佈上均存在着十分明顯的差异，显示两族在过去的1000多年中基因交流甚少。

## 历史
土家族有着悠久的土司统治史。可以说，土家族作为一个族群明确登上历史舞台便是从溪州土家族国王莫克迭送与楚国进行的溪州之战开始。此后，这种当地少数民族统治者向中原王朝称臣换取自身事实上的独立的形式迅速被推广到了中原王朝范围所及之处。也因为土司制度源于土家族土司，土家族的土司品级一直位居高位，明清时期，与中南半岛各国缅甸阿瓦王朝、泰傣澜沧王国、兰纳泰王国、景龙金殿国、藏族朵甘思宣慰司等同为最高级别的宣慰使司一级的土家族土司就有永顺、容美、酉阳、保靖、石柱、桑植六大土司，此外实力较强的施南、茅岗、散毛、唐崖、镇南、沙溪等也曾在不同的时期受封过宣慰司。在土家族八百多年的土司历史上，改朝换代鲜少发生，中原王朝历经五代、宋、元、明、清数朝，而土家族各土司基本还是万世一系的土司王国。

### 福什王国（永顺宣慰司）（-1728）
疆域最大时（含附庸国）辖现湖南省湘西土家族苗族自治州、张家界市、怀化市北部、貴州省铜仁市东部、黔东南苗族侗族自治州北部、黔南布依族苗族自治州、貴陽市東部、重庆市酉阳土家族苗族自治县与秀山土家族苗族自治县东部、湖北省恩施土家族苗族自治州来凤县宣恩县南部一带。可追溯始祖莫克迭送，汉姓彭氏字士愁（一说士然）。907年唐朝灭亡，立即向后梁自表为溪州刺史，並還實際有效統領附庸有錦、獎二州，因此其家族对溪、錦、獎三州一带的统治理应更早。然而明代西南各地土司纷纷开始修缮家谱之后，永保土司为将谱系修于江西彭氏之下，将莫克迭送修为江西彭氏彭瑊之子，此前世系遂佚失不可考。但莫克迭送自立为溪州刺史之时，彭瑊仍在江西原籍，彭氏族谱中为了填补这一漏洞只得更改莫克迭送继位时期。从而使得家谱记载与史书记载的年份相出入。又随着溪州铜柱的出土，以及近年来Y染色体溯源在人类学上的运用，全部印证了湘西彭氏土司并非源于江西彭氏。

福什王国是唯一一个拥有长时间无争议主权的土家族王国。元朝时期丧失独立之后，被封为永顺土司，亦是土司制施行之后，唯一一个从始至终便是最高品级的土家族土司。福什王国长达八百年的历史里，尽管经历了五代十国时期与楚国的溪州之战尽失錦、獎二州南方大片疆域；明初下屬四大封爵中面積最大、實力最强的保靖土司正式独立；明前中期为打擊削弱保靖土司，参与保靖百年内战，支援叛亂保靖的大喇土司一派，最終输给保靖王室及其盟友——思州灭亡后，强势崛起的酉阳土司一派；明末挑起保靖王位繼承戰爭再一次輸給酉陽土司所支持的大王子一派等一系列軍事失敗，到改土归流为止，作为土家族各土司王国的“都誓主”依旧是土家族土司中少数可以施行三级分封制的绝对大国之一。

福什王国前期曾经多次迁都，終於於1135年，时任国王的福什冲深感王都所在地下溪州离宋朝边境（福什王国于1055年国王什西在位期间，再次从宋朝独立，自立为如意大王，并成功击退宋朝军队的两次进军，于1057年两国议和结盟结束战争，直至1275年臣服于蒙古，结束独立时代。）过于接近，下令于王国中部建立新城，命名为“福什城”，汉语称之为“老司城”，福什城遗址也作为三大土司王城遗址于2015年进入世界文化遗产名录。福什城作为福什王国都城长达近6个世纪，直至1724年，永顺末代土司王迁都科沙城（汉语称之为“新司城”）为止。在保靖州独立之后，其下仍分封有3州安抚司以及直属田家洞长官司4封爵：
- 上溪州 原为溪州土司王族封爵，后由外氏莫克直踵（汉姓张氏）所取代。其下有一长官司：
  - 白崖洞长官司 可追溯始祖耶里，汉姓张氏。
- 施溶州（司州安抚司） 原为溪州土司王族内封爵，后由外氏田健霸取代。该田氏出自黔东北思州田氏土司王室，本为外族，但土司时期各国贵族往来姻亲频繁，一国王族支系在另一国受封成为领主亦是常有之事。其下还分封有四个长官司：
  - 腊惹洞长官司 可追溯始祖波索，汉姓向氏。[22]
  - 驴迟洞长官司 可追溯始祖达迪，汉姓向氏。
  - 施溶溪洞长官司 可追溯始祖汪良。族属不明。
  - 麦着黄洞长官司 可追溯始祖莫克和仲，汉姓黄氏。
- 南渭州 溪州土司王族内封爵，可追溯始祖什兹比，汉姓彭氏。虽直到最后名义上也一直为溪州土司下属封爵，但因毗邻保靖，实则与保靖从同为溪州下属时代起便為盟友。因此在保靖独立，永顺大举废除王室支脉封爵改用亲信的过程中未受影响。
- 田家洞长官司 溪州土司直属长官司，即溪州王室领地下溪州下属长官司。可追溯始祖莫克伊送，汉姓田氏。

### 容美土司（容美宣慰司）（-1735）
容美土司作为土家族后期最强大的土司王国，其前期并不是一个很大的势力。可追溯始祖莫克色什用，于元朝时期受册封，正式开始见于记载。明洪武四年（1371）置容美宣抚司，属施州。原取汉姓天氏，后改为田氏，因此与思州田氏并无关系。

容美历代国王大多励精图治，富于野心，对内加强王权，对外积极扩张。明末清初甚至乘机吞并了建始到长阳的大片中原王朝的郡县治理的区域。清朝时期，雍正帝评价道“楚蜀各土司，惟容美最为富强”可见其实力之雄厚。有明一代，其势力范围逐渐扩张到了现湖北省恩施土家族苗族自治州东部，宜昌市的长阳土家族自治县、五峰土家族自治县，湖南省张家界市桑植县、慈利县，常德市石门县等广大区域。容美后期，为了加强王权，消灭、傀儡了其下臣属的4大异姓安抚司，并自行分封27长官司且未向中原王朝请求册封。这一举动使得清帝国颇为忌惮，从而促使雍正帝下定决心对楚蜀一带的土司王国改土归流。而改土归流之际，容美土司亦是唯一一个试图反抗，与正直鼎盛时期的清帝国进行战争的土家族土司王国。而面对一直以来有着屠杀平民传统的清帝国，容美的灭国战争直接导致容美地区丧失大量人口，从最为富庶的土司王国衰败为人丁稀少的地区，尤其其核心地区，现恩施州鹤峰县损失极为惨烈，至今仍为土家族地区人口密度最小的地區之一。

容美土司下封爵现可见记载的有：
- 水浕源安抚司 最初隶属于散毛土司，容美土司以其飞地盘顺土司与散毛交换，遂隶属于容美。唐氏土司，反抗容美失败后国王逃亡外地，其地被容美王族继承，而原唐氏王室一支被改为其下属长官司继续传承。
  - 通塔坪长官司 原水浕源土司一支，汉姓唐氏。
- 石梁安抚司 原本为唐氏土司，反抗容美失败后国王被处死，而其地被其外甥容美王子田焜如继承，原唐氏王室一支被改为其下属长官司继续传承。
  - 下洞平茶长官司 原石梁土司一支，汉姓唐氏。
- 五峰安抚司 原本为张氏土司，反抗容美失败后其地被其女婿容美王子田燿如继承，而原张氏王室一支被改为其下属长官司继续传承。
  - 石宝深溪长官司 原五峰土司一支，汉姓张氏。
- 椒山安抚司 刘姓土司，早早就完全依附于容美并与之联姻，因此并未随着其余3家安抚司反叛，得以保留。
  - 玛瑙寨龙长官司 三司反叛时期，为避免被波及，椒山王主动分封出长官司交予其子继承，汉姓刘氏。
- 长茅长官司、玉江长官司、麻栗长官司、施都长官司……容美自行册封27长官司，但容美对抗清帝国的战争失败之后，史料基本遗失。

### 酉阳土司（酉阳宣慰司）（-1736）
今酉阳、黔江一带土家族首领原为何氏，可追溯始祖阿达姆。而今酉阳土家族苗族自治县、沿河土家族自治县、印江土家族苗族自治縣、松桃苗族自治县四縣交界一帶则为思州田氏下属部族冉家蛮领地。两者间常年冲突不断，南宋宁宗二年（公元1196年）冉氏于锣鼓潭击败土酋何氏后，迁都锣鼓潭，后经数代的开疆拓土，基本确立了其在今酉阳中西部一带的统治。不同于何氏对于中原王朝漠不在意甚至稍显警惕，至灭亡也未与中原王朝有过多交流的态度，冉氏於這一帶建立統治后开始积极向中原王朝示好，并于元仁宗延祐元年 (1314年) 获封酉阳宣慰司, 並从思州独立。。

元朝末期，统治贵州省东北部、渝东南一帶的南部武陵地區近千年的思州田氏一分为二，并開始互相讨伐征战，摩擦不斷。明帝国建立後，趁機于1411年出兵，历时两年消滅了思州田氏勢力，極大動搖了武陵地區的政治格局。酉阳土司乘机笼络招募了大量原属思州土司的势力，开始大肆对外扩张。向西，通过外交手段获取明帝国信任，成功夺取了原思州王室支脉统治的沿河土司控制权；向南，将原属思州的秀山诸土司纳入统治范围；向東，适逢保靖百年内乱，与保靖王室聯姻結盟，历时数代最终击败永顺-大喇联盟，获得了送姆布山以西，现酉阳土家族苗族自治县、秀山土家族苗族自治县两县东部的酉水中游地區，从而拥有了西部乌江、东部沅江的两条水运商路；东北方，击溃瓦解了以散毛土司为首的土司联盟，夺取现酉阳土家族苗族自治县东北部地区的同时，也消除了王国东北方向的一大强權；北方，彻底消灭、臣屬了何氏势力，夺取了今彭水苗族土家族自治县东南部，黔江区中部南部的广大地区并迁都黔江区境内。最终酉阳土司疆域定格在现重庆市酉阳土家族苗族自治县、秀山土家族苗族自治县全境，黔江区大部分地区，彭水苗族土家族自治县东南部地区以及贵州省铜仁市沿河土家族自治县、印江土家族苗族自治縣北部、松桃苗族自治县西北部等地区。而此番大规模对外扩张的成功，也使得酉阳土司由明初的宣抚司再度晋升为宣慰司，成为明清時期武陵地區军事实力最为强大的土司王国之一。

酉阳土司管辖地域内族群复杂，王室自身族属冉家蛮来源亦不明朗，但其疆域内除西南部故地外，其余直属地区均为从其他土家族首领夺取而来；又西部接壤的贵州两大土司王国思州、播州相继被明帝国攻灭之后，其政治文化交流完全偏向东部、北部土家族各土司，且与保靖保持了世代姻亲的联盟关系，因此不同于思州，酉阳土司王国一般算作无争议的土家族土司王国。尽管酉阳冉氏土司历史上并未留下使用过土家语名字的记载，但其王国政府后期开始设有“舍巴”等土家族土司王国特有官职等亦可看出其逐渐土家化之过程。

- 平茶长官司、邑梅长官司、石耶长官司、麻兔长官司、地坝洞蛮夷长官司 上述5司均为现秀山县境内杨氏土司，族源自贵州省播州土司系杨氏，受思州分封率族北迁至现秀山县境内。前3司为3兄弟分别继承，后又逐渐分裂出2司，共计5司。思州灭亡后改属酉阳司。[25]
- 沿河祐溪长官司 原本为思州田氏内封爵，思州灭亡后，改立一正一副两位国王。正王张氏。副王则由冉氏世袭，名义上为思南府下辖独立土司，但实质上被酉阳控制直至酉阳土司覆灭。[26]

### 保靖土司（保靖宣慰司）（-1727）
五代时，蛮置保靖州。宋为羁縻保静州，属荆湖路。元改静为靖，属葛蛮安抚司。明初置保靖州安抚司，洪武六年升保靖军民宣慰使司，属湖广都司，治所在今湖南保靖县驻地迁陵镇。为溪州刺史莫克迭送次子封地，因其为最早期的王族封爵，管辖面积极大，统治了整个溪州西南部。疆域最大时包括现湖南省湘西土家族苗族自治州保靖县、花垣县、凤凰县，曾经占有龙山县南部大片区域以及重庆市酉阳土家族苗族自治县、秀山土家族苗族自治县东部酉水流域。

明初洪武六年(1375年)，保靖获封宣慰司，正式从永顺独立。然而，在独立后不久，1424年便发生了摄政王大喇领主达仲科尼氏弑君篡位被群臣诛杀，进而达仲科尼之子旋即继位为大喇国王并反叛的两江口事件。双方阵营难分伯仲，又各自与永顺、酉阳结盟，内战持续了将近100年才终于得到平息，战后，其反叛的北部、西部大片领土被割让予酉阳、永顺，实力大减。但在随后几任国王励精图治之下，其疆域开始向南扩张到花垣、凤凰等传统苗疆，使得苗族成为保靖境内与土家族旗鼓相当的另一大族群。时任太后并掌权的白氏对待新纳入疆域的苗民采取与中原王朝对待苗民的“赶苗拓业”不同的怀柔体恤政策，深得苗民爱戴，从而使得百年内乱后的保靖能够迅速重整，成为明清年间武陵山区实力较强的土司王国之一。然而由于身处永顺与酉阳两大国之间，保靖的政治外交始终收到双方影响，呈现出周旋于两大国间的灵活姿态。最初由于永顺支持反叛的大喇一派从而与酉阳联姻结盟，到后来内战平息之后逐渐与永顺和解，亦开始与永顺联姻。保靖的姻亲外交政策也对保靖政治埋下了长期不稳定因素，以至于明末清初时期又发生了酉阳土司与永顺土司各以母舅身份支持己方外甥继承保靖王位的王位战争。保靖宣慰司其下可见记载的共有三个长官司：
- 大喇土司 即两江口长官司，汉姓彭氏。保靖内封爵，始祖达仲科尼，是时保靖老国王驾崩，新王年幼，便由达仲科尼摄政，然而等到需要大权返还时，达仲科尼却以国王昏庸无能为由毒杀了国王约克哈什比，自立为王。此举遭其他领主强烈反弹，攻陷王城，诛杀达仲科尼，并拥立约克哈什比之弟纳姆达继位，而达仲科尼死后，其子麦克古仲自立为大喇王，联合大喇派势力割据保靖西北方大片区域旋即内战爆发，直到1519年内战平息为止。
- 筸子坪长官司、五寨长官司 保靖在南部苗疆设立的长官司。原本为一司，始祖田汝铭，汉族。亦说为思州田氏，只是当时思州田氏已经汉化，在土家族眼中被视作汉族。后分裂为两司。[28]

### 石柱土司（石柱宣慰司）（-1949）
石柱土司可追溯始祖达仲玛什用，取其名中“ma”音，汉姓马氏。由于偏居武陵地区西北一隅，与其它几个大国距离颇远，且起初自身势力并不算很大从而鲜少参与几个大国间的纷争，而主要在西北部缓慢扩张。但其军事实力一直颇为强悍，如女王秦良玉在位期间，受明帝国征召率领兄弟秦邦屏、秦民屏先后参加抗击清军、奢崇明之乱、张献忠之乱等战役，战功显赫，被封为二品诰命夫人。又如明万历年间，其下龙阳洞土司谭彦相等欲脱离石柱土司统治，时任土司马斗斛遣子马千乘率兵围攻龙阳洞，烧杀几尽，十分善战。

石柱土司在对外扩张上不甚积极，但甚少败仗。也因此在雍正乾隆时期其它土家族土司纷纷被改土归流之际，石柱土司得以安然传承，保持了对其疆域的名义统治，直至中华人民共和国成立，成为最后一批被废除的少数民族王室。其疆域大致为现重庆市石柱土家族自治县以及毗邻的彭水苗族土家族自治县、黔江区、湖北省恩施土家族苗族自治州利川市部分地区，变化不大。

### 桑植土司（桑植宣慰司）（-1727）
桑植土司原为福什王国东部疆域，后逐渐脱离并成立柿溪宣抚司，后逐渐分裂为3个（一说为4个）向氏土司王国（桑植柿溪（上洞）、下洞、桑植，一说还有中洞）。然而通过姻亲继承等方式又逐渐合并为联合王国。明后期至清朝时期武陵地区实力较强国之一，于清朝获封宣慰司。疆域大致在今湖南省张家界市桑植县、武陵源区一带。由于北接容美，西邻永顺两大顶尖强国，桑植土司边境地区与上述两王国一直摩擦不断，从而使其与同与永顺对立面的保靖土司长期结盟。使得明清时期武陵地区逐渐形成了容美、永顺双核心，以及以酉阳为首，保靖、桑植紧随其后的两大军事联盟。桑植土司除了其逐渐合并构成联合王国的3个（一说为4个）向氏土司王国（桑植柿溪（上洞）、下洞、桑植，一说还有中洞）外，自行设置有三个土知州、六个长官司，但有名无地。
- 安州
- 龙潭州
- 化被州 均不详。

此外，桑植土司下共分封有十八峒。各峒及其领主分别为（明隆庆年间）：（1）桑植，即本司；（2）美坪洞，纳姆克德克；（3）朝南洞，热则什用；（4）那步洞，达布车仲；（5）人士洞，甸隆；（6）黄河洞，向秀斓；（7）鱼龙洞，那翁送；（8）夹石洞，里特西；（9）苦南洞，王得荣；（10）杆坪洞，麦克达送；（11）蚕辽洞，唐思胜；（12）金藏洞，王添隆；（13）拓山洞，向明辅；（14）烂洞，莫克达送；（15）黄家洞，郑志江；（16）板山洞，向南逋；（17）龙潭洞，纳姆送；（18）书洛洞，珍拉乌。

### 施南土司（施州宣慰司）（-1734）
施南土司可追溯始祖都管玛，汉姓覃氏。为历史悠久的覃氏土司。虽然名义上统治着今恩施土家族苗族自治州中西部的广大领土，但对下属领主的控制力十分薄弱，名义上为封臣，实际上基本各自为政。即便如此，容美崛起之前，施南土司也一直是武陵地区北部最强国，长期受封最高品级的宣慰司。然而随着容美的崛起，施南土司开始逐渐衰落，明后期至有清一朝被降为次于宣慰司一级的宣抚司。首都加比隆空。施南土司最大疆域大致为现湖北省恩施土家族苗族自治州利川市、恩施市、宣恩县，巴东县、建始县、咸丰县的部分地区。其下的封爵有：

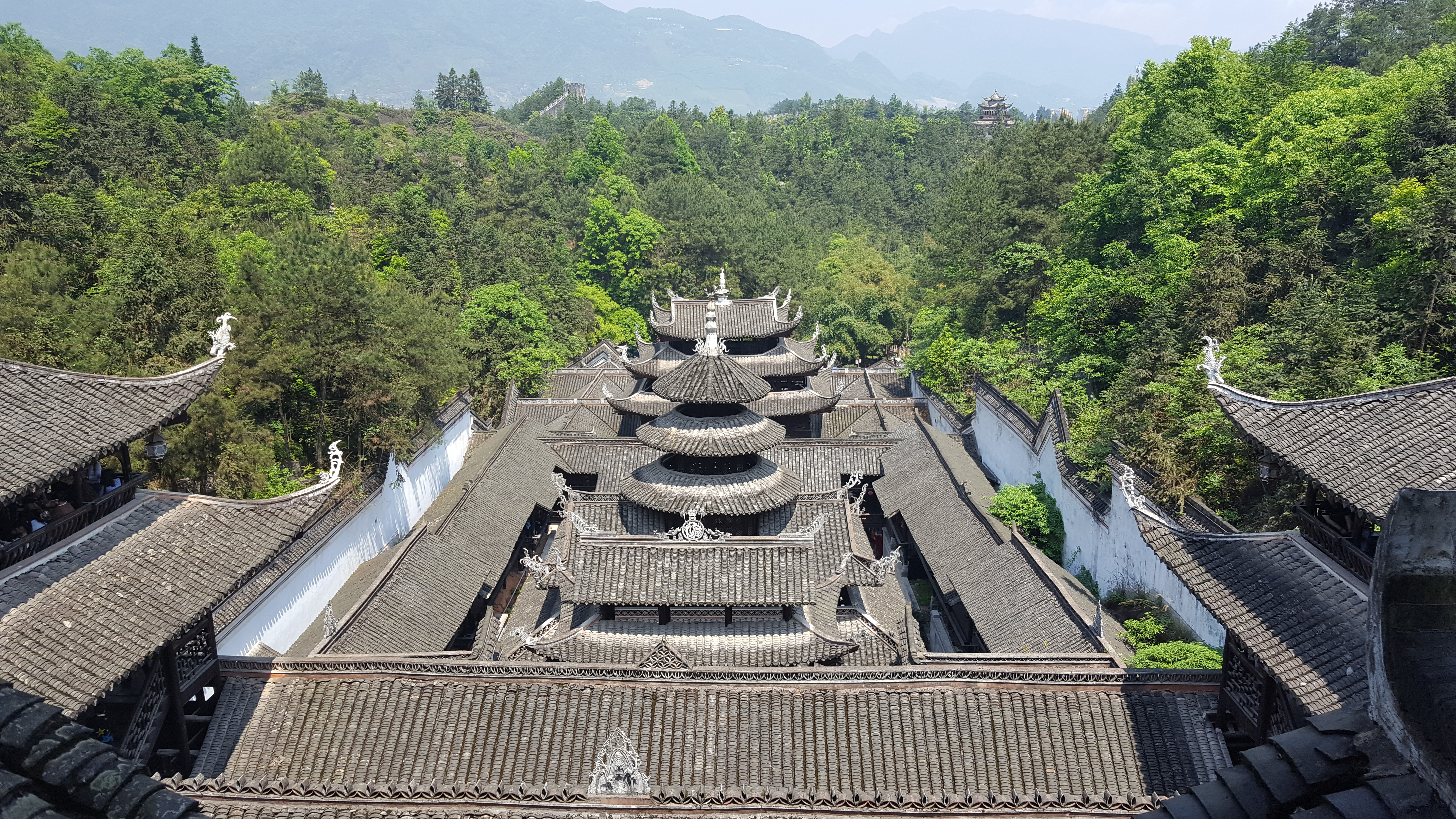
俯瞰恩施土司城

- 东乡五路安抚司 可追溯始祖其拉，汉姓覃氏。其下又分封有5封爵：
  - 摇把峒长官司 不详。
  - 上爱茶峒长官司 不详。
  - 下爱茶峒长官司 不详。
  - 镇远蛮夷长官司 不详。
  - 隆奉蛮夷长官司 不详。
- 忠路宣抚司 可追溯始祖达旺，汉姓覃氏。其下又有1长官司：
  - 剑南长官司 不详。
- 金峒安抚司 可追溯始祖如夏尔毛，汉姓覃氏，其下又有2封爵：
  - 西关峒长官司 不详。
  - 西坪蛮夷长官司 不详。
- 忠孝安抚司 可追溯始祖莫克西，汉姓田氏。
- 中洞安抚司 不详。嘉靖初置。

### 散毛土司（散毛宣慰司）（-1735）
散毛土司历史记载始见于宋朝，可追溯始祖莫克来送，汉姓覃氏。明代属施州卫。元末明初一度获封宣慰司。但随后不久由于反叛，不断被降级乃至被明军攻占只保留其直属施壁一洞，但不久又逐步恢复为宣抚司。

恩施州覃氏土司十分繁多，也因此覃氏为土家族仅次于田氏的第二大汉姓。由于直至改土归流为止，在土家族地区只有极少数贵族、商人通晓汉语、汉字，且水平亦参差不齐，使得土家族的覃氏逐渐分化为“覃”、“谭”、“潭”等多个汉姓。

散毛土司疆域最大时大致为今湖北省恩施土家族苗族自治州来凤县全境、咸丰县大部分地区、宣恩县部分地区，以及重庆市黔江区东南部、酉阳土家族苗族自治县东北部。散毛土司在土家族历史上属于发展较早，前中期实力强劲的土司，亦参与了大量历史事件，但后期随着自身联盟的瓦解以及多个疆域辽阔的土司的崛起，逐渐沦为了中等土司，以至于明初之后大部分时间均为宣抚司。散毛司原为7司之长，但最终只剩下大旺、龙潭两司仍为其下属。
- 大旺宣抚司 可追溯始祖里杜克什用，汉姓田氏。元朝时译名大翁迦洞，后随着散毛司获封宣慰司，短暂获封为宣抚司，不久又随之降为安抚司，旗下安抚司也降为长官司。明朝时改译名大旺，其下领主分封变动频繁。主要的有：
  - 东流蛮夷安抚司 可追溯始祖果楚特，汉姓田氏。
  - 腊壁洞安抚司 可追溯始祖比拉送，汉姓田氏。
  - 井坝洞长官司 可追溯始祖柏戈，汉姓田氏。
  - 市备全薗长官司 可追溯始祖班里，汉姓田氏。
  - 九明蛮夷洞长官司 可追溯始祖赫克齐特，汉姓田氏。
- 龙潭宣抚司 汉姓田氏。[30]下属有上支罗、下支罗两洞领主，但均未获得分封。

### 唐崖土司（唐崖宣慰司）（-1735）
唐崖土司建立于元朝，其王室来源于蒙古族，作为蒙古帝国安插在武陵山区的蒙古人土司王国而成立，因此成立之初军事实力、经济实力均十分雄厚。其疆域大致在今湖北省恩施州咸丰县北部一隅以及邻近的重庆市黔江区北部边境一带。始祖铁木易尔(又说铁木乃尔)，其后世系铁木易尔传位幼子托音帖木儿，托音帖木儿传位于其子福不寿花，福不寿花之后，铁木易尔家族已完成土家化，其子已转用土家语名启处送。由于其周边散毛、施南、忠路等各土司大多汉姓为覃，因此唐崖土司亦取汉姓为覃。不过，直到中华人民共和国成立民族识别时，唐崖土司王室后裔中仍有不少人坚持自己为蒙古族，而对于意愿十分强烈的，基本亦尊重其民族认同识别为蒙古族，从而出现同为亲戚却分属土家、蒙古两族的状况。

唐崖土司王国成立之后，一度于元朝被册封为宣慰司。启处送在位期间，元朝覆灭，明朝建立，因唐崖土司的蒙古族源身份，品级一降再降，从安抚司最终被降为长官司，此后唐崖一直作为土家族最强长官司直到改土归流为止。而其于元朝时期修建的土司王城在西南土司王城中规模十分宏大，于2015年与福什王城一并成为进入世界文化遗产名录的三座土司王城遗址之一。由于唐崖土司大部分时间仅为长官司，因此旗下领主无法获得中原王朝的册封，见于史料的，唐崖土司下仍自行分封有两封臣：
- 苍蒲左附司 不详，汉姓黄氏。
- 活龙坪右附司 不详，汉姓秦氏。

### 镇南土司（湖南镇边毛岭峒宣慰司）（-1515）
始祖麦克阿，汉姓覃氏。原本为施南土司分裂出的毛岭洞宣慰司，永乐年间，被流民集团攻破屠虐，流亡殆尽。正德十年（1515年），镇南一司“夷种尽亡，其司遂废”。

### 沙溪土司（沙溪宣慰司）（1621-1733）
始祖黄中和。黄氏。族源汉族或土家族。天启年间（1621-1627）从征贵州阳雀寨有功，封沙溪宣慰，隶属于施州卫。明朝安插进土家族地区的小土司。虽然幅员狭窄，仅统治今恩施土家族苗族自治州利川市沙溪乡一带，但也被封为宣慰司。直到清康熙四年（1665）才改为宣抚司。

### 茅岗土司（慈利宣抚司）（-1734）
原为福什王国东部疆域，后逐渐脱离。疆域最大时覆盖今张家界市永定区、慈利县、武陵源区、桑植县，怀化市沅陵县部分地区。可追溯始祖覃垕。汉姓覃氏。即张家界土家族人敬重的覃垕大王。由于茅岗土司位于武陵地区东南部，紧邻汉区。其在位期间其地不断受汉族流民侵扰，烧杀劫掠。其向临近常德府官府多次交涉申诉无果后起兵反叛。失败后被凌迟处死，沉冤得雪后其后代得以重新执掌茅岗司，但领地、品级均大大缩水，降为了茅岗长官司。

### 忠建土司（忠建宣抚司）（-1733）
可追溯始祖莫克直什用，汉姓田氏。下又隶属有高罗司。其疆域主要在今恩施土家族苗族自治州利川市境内。
- 高罗安抚司 汉姓田氏。
  - 木册安抚司 可追溯始祖古克佐，汉姓田氏。原为安抚司，明初被废。永乐年间重新被册封为长官司，隶属于高罗司，但数十年后与高罗之间矛盾激化后独立。
- 忠洞安抚司 汉姓田氏。原为湖南镇边宣慰司，后降为沿边溪洞长官司，而后又改名忠洞安抚司，隶属忠建宣抚司。

### 卯洞土司（盘顺宣抚司）（-1735）
可追溯始祖贵什用，汉姓向氏。原本隶属于容美，后被容美用来与散毛交换水浕司从而改属散毛，散毛衰落后逐渐独立。原名盘速出洞，后其下分裂出漫水司、百户司，领地缩水严重，被降为了卯峒长官司。其疆域主要在今恩施土家族苗族自治州来凤县南部。
- 漫水安抚司 可追溯始祖宗列尔，汉姓向氏。由于卯洞司与百户司相互攻伐，双双衰落，到清朝时漫水司被视作盘顺司正溯，受封安抚司。
- 百户长官司 可追溯始祖莫克，汉姓向氏。

### 其他土司
此外在今张家界市以及常德市石门县境内存在大大小小数十土司，其中实力稍强的有麻寮土司（麻寮宣抚司）（-1735）唐氏、添平土司（台宜长官司）（-1735）覃氏等。这些土司属于北方的容美土司与西方的福什王国，以及脱离福什王国管辖后兴起的茅岗、桑植土司势力交叉地带，时而臣服于周边的大土司，时而各自为政，直至改土归流为止。

以及明清时期受中原王朝征召而四处建立的小土司，如四川省达州市宣汉县由酉阳土司一支建立的南昌滩土副巡检司（1374-1465）冉氏等。

## 分布

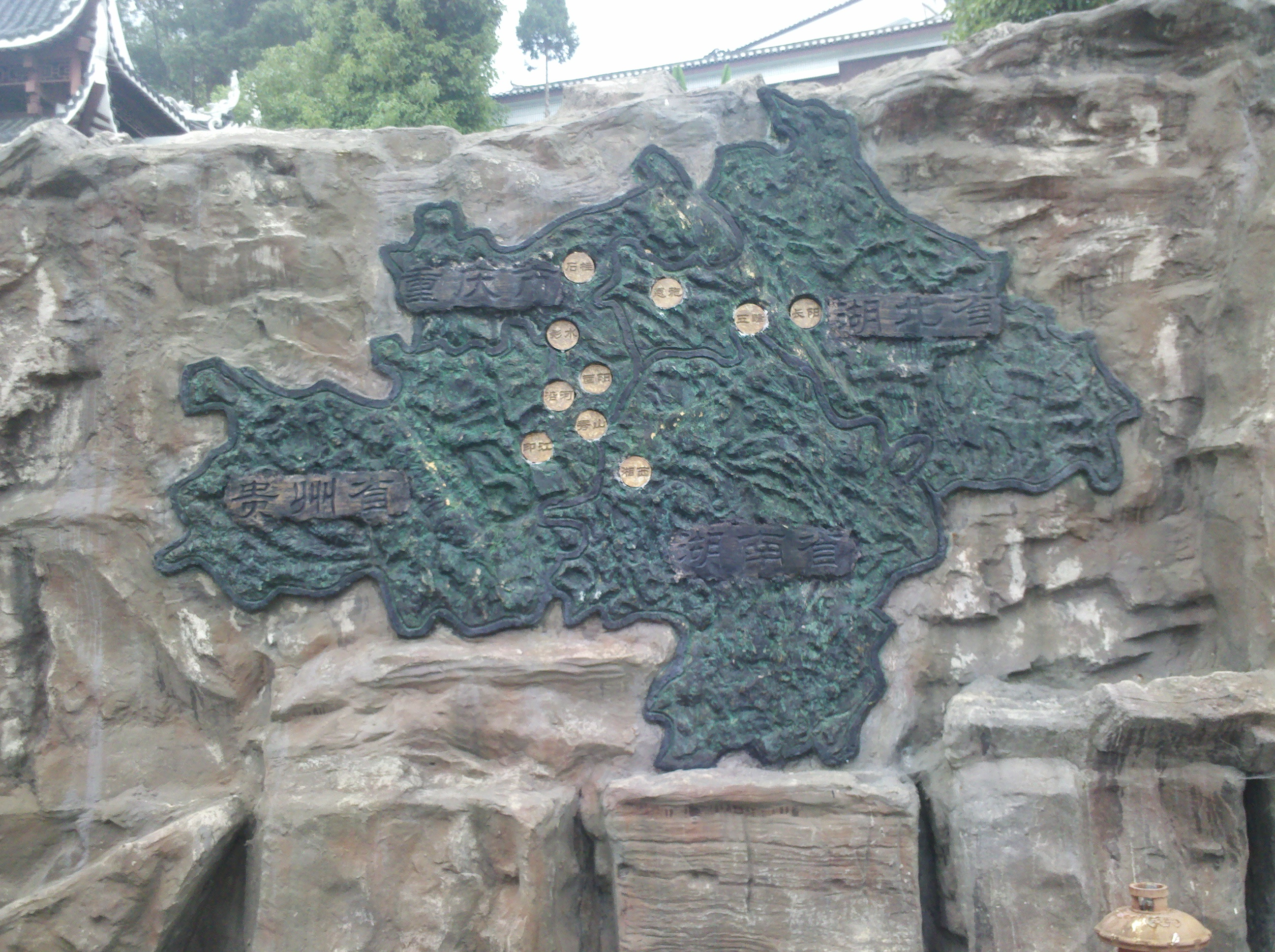
清江画廊风景区武落钟离山内的土家族分布图雕刻

中国大陸目前有土家族9,587,732人（2020年），湖南、湖北、贵州三省以及重庆市为土家族的世居地，四省市聚集了85.97%土家族人口，其余散居各地。
湖南省有土家族2,713,005人，为土家族人口第一大省份，土家族也是湖南第二大民族。湖南土家族分布于18个县市区，即湘西土家族苗族自治州全境8个县、市，张家界全境4个区县，常德的石门和桃源，怀化的沅陵、芷江、溆浦和麻阳。現时，只有在湖南省湘西州部分土家族聚居區，日常通行土家語。
湖北省有土家族2,285,834人，为土家族人口第二大省份，土家族也是湖北第二大民族。湖北土家族分布于16个县市区，即恩施土家族苗族自治州全境8个县、市，宜昌的五峰与长阳2个土家族自治县、宜都市，荆州的松滋市，神农架林区。杂居区有兴山、秭归、枝城等县市。
贵州省有土家族1,696,664人，为土家族人口第三大省份，土家族也是贵州是除汉族、苗族、布依族以外的第四大民族。贵州土家族主要分布于3市州的11个区县，即铜仁市的印江土家族苗族自治县与沿河土家族自治县2个土家族自治县、以及碧江区、江口县、思南县与德江县共计6个区县；遵义市的道真仡佬族苗族自治县；黔东南苗族侗族自治州的岑巩县与镇远县。 
重庆市有土家族1,546,988人，为土家族人口第四大省份，土家族也是重庆第二大民族。重庆土家族主要分布于11区县，即石柱、秀山、酉阳与彭水4个土家族自治县及自治县地位的黔江区，杂居区有巫山、奉节、万州等区县。

### 民族自治地方

#### 自治州
- 恩施土家族苗族自治州（湖北省）
- 湘西土家族苗族自治州（湖南省）

#### 自治县
- 五峰土家族自治县（湖北省宜昌市）
- 长阳土家族自治县（湖北省宜昌市）
- 石柱土家族自治县（重庆市）
- 秀山土家族苗族自治县（重庆市）
- 酉阳土家族苗族自治县（重庆市）
- 彭水苗族土家族自治县（重庆市）
- 印江土家族苗族自治县（贵州省铜仁市）
- 沿河土家族自治县（贵州省铜仁市）

#### 民族乡镇
- 贵州省 24个
  - 尚寨土家族乡（镇远县）
  - 羊桥土家族乡（岑巩县）
  - 大坪侗族土家族苗族乡（万山区）
  - 和平土家族侗族乡（碧江区）
  - 滑石侗族苗族土家族乡（碧江区）
  - 六龙山侗族土家族乡（碧江区）
  - 德旺土家族苗族乡（江口县）
  - 官和侗族土家族苗族乡（江口县）
  - 思林土家族苗族乡（思南县）
  - 胡家湾苗族土家族乡（思南县）
  - 宽坪土家族苗族乡（思南县）
  - 枫芸土家族苗族乡（思南县）
  - 三道水土家族苗族乡（思南县）
  - 天桥土家族苗族乡（思南县）
  - 兴隆土家族苗族乡（思南县）
  - 杨家坳苗族土家族乡（思南县）
  - 楠杆土家族乡（德江县）
  - 钱家土家族乡（德江县）
  - 沙溪土家族乡（德江县）
  - 桶井土家族乡（德江县）
  - 荆角土家族乡（德江县）
  - 长丰土家族乡（德江县）
  - 龙泉土家族乡（德江县）
  - 堰塘土家族乡（德江县）

- 重庆市13个
  - 石桥苗族土家族乡（武隆区）
  - 文复苗族土家族乡（武隆区）
  - 后坪苗族土家族乡（武隆区）
  - 红椿土家族乡（巫山县）
  - 邓家土家族乡（巫山县）
  - 太和土家族乡（奉节县）
  - 云雾土家族乡（奉节县）
  - 龙桥土家族乡（奉节县）
  - 长安土家族乡（奉节县）
  - 清水土家族乡（云阳县）
  - 恒合土家族乡（万州区）
  - 地宝土家族乡（万州区）
  - 磨子土家族乡（忠县）

- 湖南省8个
  - 三官寺土家族乡（慈利县）
  - 高峰土家族乡（慈利县）
  - 金岩土家族乡（慈利县）
  - 许家坊土家族乡（慈利县）
  - 阳和土家族乡（慈利县）
  - 甘堰土家族乡（慈利县）
  - 赵家岗土家族乡（慈利县）
  - 火场土家族乡（沅陵县）

- 湖北省3个
  - 卸甲坪土家族乡（松滋市）
  - 潘家湾土家族乡（宜都市）
  - 下谷坪土家族乡（神农架林区）

## 语言
土家语是土家族的民族语言，属于汉藏语系藏缅语族土家语支。土家语至今尚未发现本族文字，現時使用1984年創製的拉丁字母文字。目前只有少数人仍能说土家语。土家语处在濒危状态。语言分南北二方言，其中以使用人口较二者之多的北部方言为代表方言。

## 文化
土家族和苗族、侗族、汉族一样有“哭嫁”的风俗，但现今已经很少看到。在武陵山区的外围，如石门等地，在1970年代仍行哭嫁习俗。在80－90年代湖北省恩施州咸丰县下还保留着哭嫁的习俗，同时还有抬嫁妆的习俗，捆绑嫁妆的技巧，现在只有少数土家老人会了，现已很少见。
土家族拥有独特的山歌和民族舞蹈，特别是摆手舞和跳丧舞，另外板凳龙也比较出名。龙船调是世界二十五大民歌之一。另外，土家族还存在许多自己的独特娱乐方式，如逢年过节有自己的独特请神方式的活动，扫把神就是其中一种，随着土家老人的逝世，现在会这些的人已经寥寥无几了。

“西兰卡普”是一种土家族传统织锦。土家族的图腾是白虎。

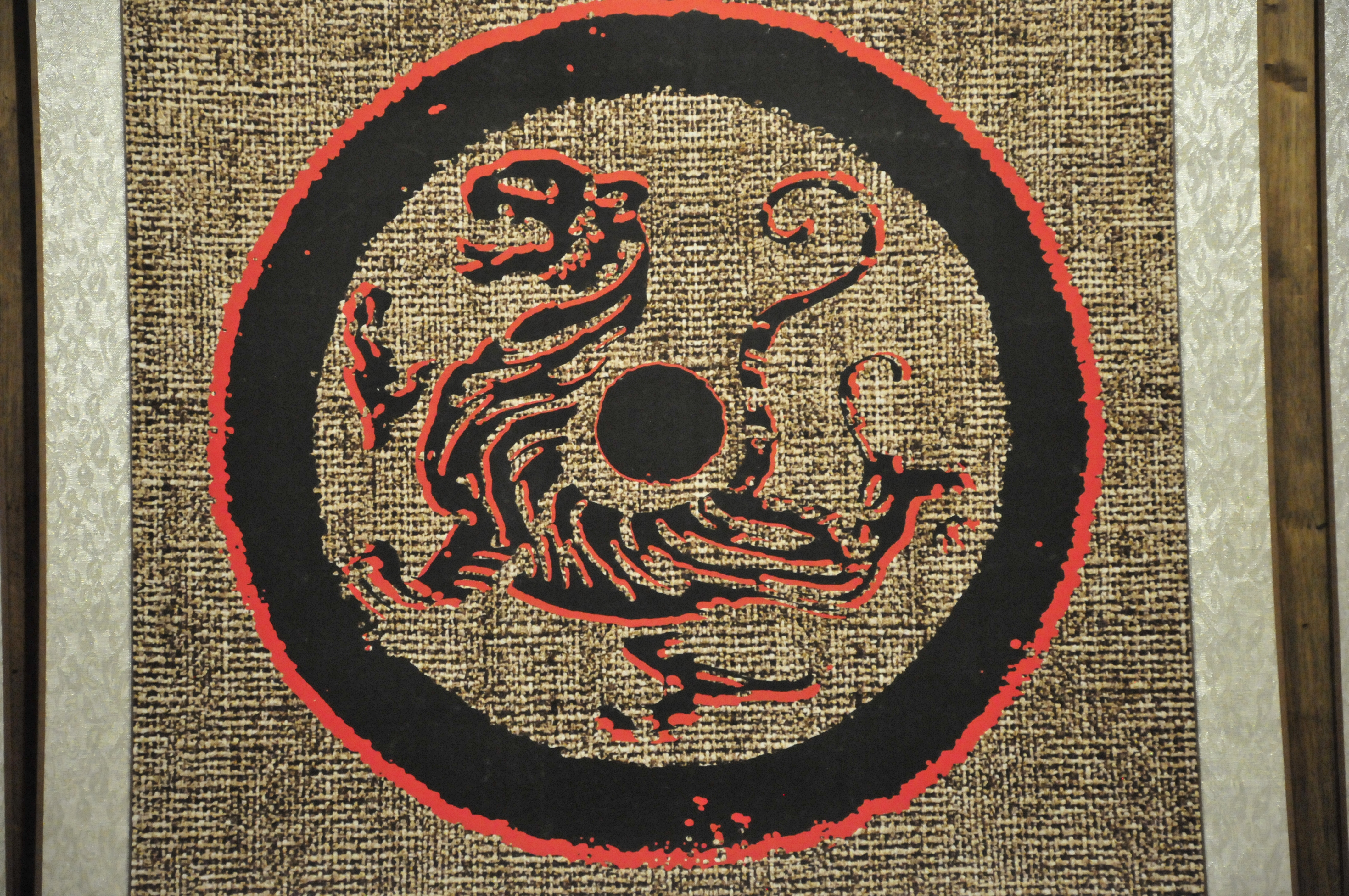
土家族白虎图腾编织品，拍摄于恩施州博物馆

掉渣饼是在传统土家烧饼的基础上发明的一种快餐食品。
土家族传统建筑和苗族建筑一样为吊脚楼，是一种依山而建的半干栏式木质结构建筑，可以有效适应中国西南普遍潮湿的气候。但两者在建筑布局等方面略有不同。
大庸氣功爲屬於湘西四大古謎的土家族武術。

## 生活、习俗
不同地理环境下的土家族人传统上有着截然不同的生活面貌。
低地土家族主要生活在海拔500米以下的丘陵河谷地带，主食以水稻为主，兼有小麦等五谷杂粮。喜好养殖家禽家畜，渔业亦十分发达。生活在三支土家族人中，最为充足富饶。土家织锦西兰卡普等精美的传统手工艺均为低地土家族传统工艺。
山地土家族主要生活在海拔500米~2500米的高山峡谷地带，主食上以杂粮为主，兼具水稻等低地作物以及小麦、大麦、荞麦等高原作物。亦会养殖家畜家禽，或放牧牛羊等，有着兼具低地土家族人与高原土家族人的特点，但亦有其自身特色——山地土家族人狩猎氛围十分浓厚，解放以前几乎家家有猎枪，男子从小便跟随父辈进入山林打猎，在三支土家族人中最为彪勇。由于承担着高原与低地沟通的作用，山地土家族历史上也盛行马帮等运输经商业。
高原土家族主要生活在海拔1000米以上的高原地带，主食上以荞麦等高原作物为主，牧羊同时有的亦会养少量鸡猪等家禽家畜，但由于缺水，严寒等自然条件使得其生活环境较其余两支土家族人恶劣，从而人口较少，一直以来较为困苦。

## 宗教
土家族传统宗教为傩道教，又称梯玛教。为土家族特有原始宗教。且在土司统治时期，将彭田向三大土司世系神格化，以此作为统治的思想工具。具有原始宗教万物皆灵，神妖不分的特点。此外，太阳神为女性，月亮神为男性，也是与大部分宗教相反的特点。
摆手歌记载的土家族主要神祇有：
- 补所（人类始祖，男性，雍尼之兄，后被尊称为春巴涅）
- 雍尼（人类始祖，女性，补所之妹，后被尊称为惹巴涅）
- 拉乌茨（太阳神，女性，月亮神的姐姐）
- 苏苏（月亮神，男性，太阳神的弟弟）
- 洛伊（弓箭神，射掉了十一个{或说十个}太阳）
- 梅珊（狩猎女神）
- 彭公爵主（彭氏土司的始祖）
- 向官人（向氏土司的始祖）
- 田好汉（田氏土司的始祖）
- 八部大王（一说为八位神：奥朝霍奢、西提拉乌、西尔拉乌、里都、苏都、拉乌米、隆茨耶索耶冲、杰尔赫伊尔纳赫伊列尔，一说为一位神：涅克莱伊）

### 基督宗教
此外，土家族地区也是基督宗教传入最早的地区之一，发展到清末为最为壮大的时期，曾經建有不少教堂，随后由于酉阳教案等几大教案的发生，以及文化大革命对宗教的打压，使得大量教堂被废置、改建，土家族的基督宗教信众大为减少，不少转入地下，變異而發展成邪教。改革开放后，不少教堂在国内外教会的资助下重新开张（如重庆市酉阳土家族苗族自治县龙潭镇福音堂得到基督教宣道会资金支持得以维修重建）并拓展分会、传教点，现在基督宗教（包括新教和天主教）为传统宗教之外的土家族第一大宗教。

### 佛教、道教
土家族地区历史上也有过佛教徒，古寺庙。但近代以來受到各種冲击，如今几乎已无僧尼，仅有少量在家信徒。
道教亦在土家族的歷史上有过传播，东部土家族地区尚有几所道观，現在只有微量信徒。

## 姓氏
据史籍《后汉书·南蛮西南夷列传》中记载，古巴郡的“南郡蛮五姓”中，有巴氏、樊氏、瞫氏、相氏、郑氏五个大的氏族群体，這幾個姓在當今土家族中，除覃氏仍为大姓外，郑氏人口极少，其余几个姓氏完全没有。
现今土家族第一大姓田姓主要有容美田氏和思州思南田氏两大来源。容美田氏土司王系始祖原名墨施什用，墨在土家语中为天之意，后人接触汉文化开始产生姓氏时便以天为姓，再至改为音近的汉族大姓田氏。
張家界土司多為向姓家族，向姓為土家族大姓。复旦大学谭其骧教授在《近代湖南人之蛮族血统》一文中推断：“向氏为湖南蛮姓中之最早见于记载者。后汉建武二十三年，武陵蛮精夫相单程作乱。相氏疑即向氏，相、向同音而异译也”。然而该推断犯了用现代汉语普通话去臆断古代的错误。忽视了“相”、“向”古时并不同音的问题，即便现在的湘西方言白读里，依旧存在着相ɕaŋ-向xaŋ的对立，故该推断难以成立。张家界向氏最早出现在汉族史籍中为北宋时期——澧水流域车溪洞土酋向克武率领土人归附宋朝。宋代开宝五年（公元972年），朝廷下旨改车溪洞为柿溪州，授土酋向克武为柿溪州宣抚使，允其子孙世代承袭。向克武遂设柿溪州宣抚司衙署（在今桑植县上洞街乡政府）。
桑植县《向氏族谱》记载了这一史实：“肇自祖公，向姓讳克武，于唐末宋初客游南楚，因入溪峒。是时大乱，土宇瓜分。流寇马殷占据湖南，称为楚王。公遂隐居山峒。公本盛德长者，乃为土众推（戴）为部落（酋）长。越十余载，天下宗宋，四海一家，万姓一体，公率各峒酋首倡向化，调征苗叛，得蒙嘉奖‘忠顺’，以为各峒酋长，仍住车溪峒，改为湖南柿溪州，（钦授向克武）为（柿溪州）军民宣抚使。”向克武死后，其子向万民袭职，忠心辅国，仁德爱民。后因无嗣，传弟向万才。
今天土家族的常見姓氏人数与旧时土家八大姓基本一致，第一大姓田姓（莫克）几乎占了土家族四分之一的人口，其次为向姓，再次为覃姓，其余五个旧时大姓彭姓（杰格），冉姓，楊姓，李姓（里克），白姓（毕基）也都具有相当规模的人口。此外诸如张姓、黄姓、王姓、陈姓、赵姓、刘姓等非旧时八大姓但接近达到甚至超过八大姓中人口相对较少的姓氏人口的新大姓也有出现。

## 现代名人

### 政治学术
- 向警予：中国共产党创始人及早期领导人之一，妇女运动领袖。
- 杨荩诚：重庆秀山土家族苗族自治县人。秀山杨姓土司贵族后裔，曾远赴日本留学，留学期间加入中国同盟会。贵州辛亥革命领导人之一。
- 戴秉国：铜仁市印江土家族苗族自治县人。曾任中共中央对外联络部部长、外交部常務副部长、国务委员。
- 杨正午：湘西州龙山县人。曾长期担任中共湖南省委书记、省長。
- 廖国勋：四川成都市人，已故天津市市长。
- 任振鹤：恩施州鹤峰县人，现任中共甘肃省委副书记、省长。
- 田心桃：湘西州永顺县人。被譽為“中國土家第一人”，正是當年有著四分之一苗族血統的她被选為“苗族”代表進京，才讓民委專家得以瞭解到土家族這個中南地區的古老民族。
- 彭司勋：湘西州保靖县人。中国工程院院士，药物化学家。
- 彭图治：上海人。彭司勋之子。分析化学家、原致公党中央委员会常务委员、中国政协委员。

### 文化娱乐
- 黃永玉：湘西州凤凰县人。知名画家，艺术家。
- 野夫：恩施州利川县人，土司後代。作家，曾因六四事件入獄。
- 李正天：当代艺术作家。
- 海容天天：恩施州人。现代行为艺术者，其艺术性颇具争议。
- 汪嘉杉：原名汪洋，重庆石柱土家族自治县鱼池镇人。著名导演。
- 沈夢辰：湘西州永顺县人。湖南衛視知名主持人。演员。
- 陳珂：湖南張家界人。GNZ48成員。
- 周一圍：湘西州吉首市人。知名男演員。
- 阿朵：原名符莹，湘西州吉首市人。歌手。演员。
- 楊梓鑫：重庆彭水苗族土家族自治县人，2017快樂男聲全國第八強，創造力娛樂旗下男子團體C.T.O成員。
- 龙梦柔：湘西州古丈县断龙山乡人，模特，歌手，演员。2014年参加央视选秀节目来吧！灰姑娘夺得年度总冠军。后因长相近似日本一线女演员新垣结衣而受到日本网友关注后，远赴日本出道。
- 银临：本名向异，湘西州人，网络音乐人。
- 許晴：出生于北京市。知名女演员。具有四分之一土家族血统（外婆为恩施州土家族人）。
- 庹宗康：台灣知名主持人、演員。

### 其它
- 邓玉娇：恩施州巴东县野三关镇木龙垭村人，野三关镇“雄风宾馆”服务员。因基于自卫目的，刺死、刺伤镇政府人员而在全国引起巨大反响。有网民成立关注网站，被譽為現代烈女。